# Verwaltungsgemeinschaft Wünschendorf/Elster
De Verwaltungsgemeinschaft Wünschendorf/Elster is een gemeentelijk samenwerkingsverband van elf gemeenten in de landkreis Greiz in de Duitse deelstaat Thüringen. Het bestuurscentrum bevindt zich in Wünschendorf/Elster.

## Deelnemende gemeenten
De volgende gemeenten maken deel uit van de Verwaltungsgemeinschaft:
1. Braunichswalde
2. Endschütz
3. Gauern
4. Hilbersdorf
5. Kauern
6. Linda bei Weida
7. Paitzdorf
8. Rückersdorf
9. Seelingstädt
10. Teichwitz
11. Wünschendorf/Elster